# 넛잡 2
《넛잡 2》(영어: The Nut Job 2: Nutty by Nature)은 2017년 공개된 대한민국, 캐나다, 미국의 합작 코미디 애니메이션 영화이다. 《넛잡: 땅콩 도둑들》(2014)의 속편이다.

## 줄거리
땅콩 털이에 성공 후 여유로운 삶을 즐기던 설리와 공원 친구들. 어느 날 갑자기 영원할 것만 같던 땅콩 가게가 폭발하고, 설리와 친구들은 어쩔 수 없이 리버티 공원으로 돌아가게 되지만 이마저도 악덕 시장의 놀이공원 건설 계획으로 파괴될 위기에 처한다.

## 목소리 출연
- 윌 아넷 - 다람쥐 설리 역
- 마이아 루돌프 - 퍼그 프레셔스 역
- 청룽 - 미스터 펭(펑) 역
- 캐서린 하이글 - 아메리카붉은다람쥐 앤디 역
- 보비 모이니핸 - 퍼시벌 J. 멀둔 시장 역
- 보비 캐너발리 - 프랭키 역
- 이저벨라 머세드 - 헤더 멀둔 역
- 제프 더넘 - 두더지 몰 역
- 가브리엘 이글레시아스 - 우드척 지미 역
- 서배스천 매니스캘코 - 우드척 조니 역
- 페테르 스토르마레 - 건서(군테르) 역
- 카리 월그런 - 우드척 제이미 역
- 로버트 팅클러 - 파란쥐 레드라인 역
- 쥘리 르미외 - 얼룩 다람쥐 릴 칩 역
- 조시 로버트 톰프슨 - 건설 현장 감독 역
- 드웨인 힐 - 경찰 역
- 러레인 뉴먼 - 얼룩 다람쥐 데어데블 칩멍크 역
- 제스 하넬, 프레드 태터쇼어 - 유기 동물 처리관 역
- 데이브 퍼노이 - 미스터 펭의 흰쥐 심복 역